# Werner Leimgruber
Werner Leimgruber (Basilea, Suiza, 2 de septiembre de 1934-2 de enero de 2025) fue un futbolista suizo, que jugaba de defensa y militó en diversos clubes de su país. Es plenamente identificado con el FC Zürich de su país, donde jugó en dos ciclos diferentes. Precisamente en ese club, inició y terminó su carrera como futbolista.

## Selección nacional
Con la Selección de fútbol de Suiza, disputó 10 partidos internacionales y no anotó goles. Incluso participó con la selección suiza, en una sola edición de la Copa Mundial. La única participación de Leimgruber en un mundial, fue en la edición de Inglaterra 1966, donde su selección quedó eliminada en la primera fase de la cita de Inglaterra.

### Participaciones en Copas del Mundo
| Mundial                        | Sede       | Resultado    |
| ------------------------------ | ---------- | ------------ |
| Copa Mundial de Fútbol de 1966 | Inglaterra | Primera Fase |

## Clubes
| Club       | País  | Año         |
| ---------- | ----- | ----------- |
| FC Zürich  | Suiza | 1954 - 1956 |
| FC Locarno | Suiza | 1956 - 1957 |
| FC Zürich  | Suiza | 1957 - 1970 |